# Hoplotarache holoxantha
Hoplotarache holoxantha là một loài bướm đêm trong họ Noctuidae.